# Wilhelm Hoffmann (Fußballspieler)
Wilhelm Hoffmann (Lebensdaten unbekannt) war ein deutscher Fußballspieler.

## Karriere
Hoffmann gehörte Vorwärts 90 Berlin als Stürmer an, für den er in der Saison 1920/21 – in der vom Verband Brandenburgischer Ballspielvereine erstmals in zwei Gruppen ausgetragenen Meisterschaft – mit seiner Mannschaft als Sieger der Gruppe B hervorging und in den beiden Finalspielen gegen den Sieger der Gruppe A, den BFC Preussen, mit 4:1 im Gesamtergebnis gewann. Demzufolge nahm er mit seiner Mannschaft an der Endrunde um die Deutsche Meisterschaft teil und dank seiner drei Tore zog er mit ihr ins Finale ein. Zunächst erzielte er bei seinem Debüt im Viertelfinale am 22. Mai 1921 beide Tore zum 2:1-Sieg über den Stettiner SC sowie den Siegtreffer zum 2:1 in der 97. Minute am 29. Mai 1921 in Berlin über den Duisburger SpV im Halbfinale. Das am 12. Juni 1921 in Düsseldorf ausgetragene Finale gegen den 1. FC Nürnberg wurde hingegen mit 0:5 verloren.

## Erfolge
- Zweiter der Deutschen Meisterschaft 1921
- Berliner Meister 1921